# Гоксгайм
Гоксгайм (нім. Gochsheim) — громада в Німеччині, розташована в землі Баварія. Підпорядковується адміністративному округу Нижня Франконія. Входить до складу району Швайнфурт.
Площа — 21,00 км2. Населення становить 6392 ос. (станом на 31 грудня 2020).